# (2522) Triglav
(2522) Triglav ist ein Asteroid des Hauptgürtels, der am 6. August 1980 von der tschechischen Astronomin Zdeňka Vávrová am Kleť-Observatorium (Sternwarten-Code 046) nahe der Stadt Český Krumlov in Südböhmen entdeckt wurde.
Der Asteroid wurde nach dem slawischen Kriegs- und Stammesgott Triglaw benannt, der von den Pomoranen besonders in Wollin und Stettin verehrt wurde.
(2522) Triglav gehört zur Eos-Familie, einer Gruppe von Asteroiden, welche typischerweise große Halbachsen von 2,95 bis 3,1 AE aufweisen, nach innen begrenzt von der Kirkwoodlücke der 7:3-Resonanz mit Jupiter, sowie Bahnneigungen zwischen 8° und 12°. Die Gruppe ist nach dem Asteroiden (221) Eos benannt. Es wird vermutet, dass die Familie vor mehr als einer Milliarde Jahren durch eine Kollision entstanden ist.